# Veliki i mali cehovski dom
Veliki cehovski dom osnovali su 1354. trgovci u Rigi, i on je držao monopol u gradu sve do 19. stoljeća. Svetac zaštitnik je Sveta Marija. Originalni dijelovi zgrade iz 14. stoljeća još se mogu vidjeti u obliku stupova. Današnja građevina sazidana je između 1854. i 1857. Danas je to zgrada Letonske filharmonije.
Mali cehovski dom osnovan je sredinom 14. stoljeća udruživanjem riških obrtnika. To se događalo u vrijeme izgradnje. Oni su postavljali pravila rada obrtnika. Današnje zdanje podignuto je između 1864. i 1866. Građevina je tipičan primjer britanskog neogotičkog stila. Interijer je restauriran 2000. godine.